# الصابونية (حمص)
الصابونية إحدى قرى الريف الشرقي لمحافظة حمص في سوريا، تبعد عن مدينة حمص حوالي 37 كم، يحدها من الجهة الجنوبية قرية العزيزية ومن الجهة الشرقية الجنوبية قرية حولايا ومن الجهة الشرقية الشمالية ناحية الفرقلس ومن جهة الشمال قرى البسة والملاحة والعباسية ومن جهة الغرب قرية المضابع، بلغ عدد سكانها في عام 2004 ما يقارب 1290 نسمة.